# Нелідова Катерина Іванівна
Катерина Іванівна Нелідова (нар. 12 [24] грудня 1756, Смоленська губернія — пом. 2 [14] січня 1839, Санкт-Петербург) — камер-фрейліна, фаворитка Павла I; одна з перших випускниць Смольного інституту. Двоюрідна тітка багаторічної коханки імператора Миколи I — Варвари Аркадіївни Нелідової.

## Ранні роки
Катерина походила з роду Нелідових. Народилася в 1758 році у селі Клемятіно (Дорогобузького повіту Смоленської губернії) — дочка поручика Івана Дмитровича Нелідова від шлюбу з Ганною Олександрівною, уродж. Симонової. У 1765 році була прийнята у щойно відкритий Смольний інститут, де рано звернула на себе увагу здібностями до танців і надзвичайною грацією.
По закінченні інституту в 1775 році була нагороджена золотою медаллю «другої величини» і вензелем імператриці.
Веселий норов і дотепність виділяло її серед випускниць, що підтверджується словами Катерини II: «Поява на горизонті дівиці Нелідової — феномен, який приїду спостерігати зблизька, в момент, коли цього все менше будуть чекати». Маленького зросту, витончена і пропорційно складена, вона зовсім не була красунею. Князь Іван Долгоруков писав про неї: «Дівчина розумна, але лицем відмінно дурна, благородної постави, але низького росту».

У виставі «Служниця-пані» Джованні Перголезі вона зображала молоду служницю Сербіну, яка через хитрощі змусила свого пана одружутися на ній. В 1775 році Катерина II доручила Дмитру Левицькому зобразити Нелідову в ролі Сербіни, яка танцює менует. Газета відгукнулася на чудову гру 15-річної вихованки віршами, написаними Олексієм Ржевським:

Как ты, Нелидова, Сербину представляла,

 Ты маску Талии самой в лице являла, 

 И, соглашая глас с движением лица, 

 Приятность с действием и с чувствиями взоры, 

 Пандолфу делая то ласки, то укоры, 

 Пленила пением и мысли и сердца. 

 Игра твоя жива, естественна, пристойна; 

 Ты к зрителям в сердца и к славе путь нашла — 

 Нелестной славы ты, Нелидова, достойна; 

 Иль паче всякую хвалу ты превзошла! 

 Не меньше мы твоей игрою восхищенны, 

       Как чувствии прельщены 

                В нас 

 Приятностью лица и остротою глаз. 

 Естественной игрой ты всех ввела в забвенье: 

 Всяк действие твое за истину считал; 

 Всяк зависть ощущал к Пандолфу в то мгновенье, 

 И всякий в месте быть Пандолфовом желал.

## Фаворитка

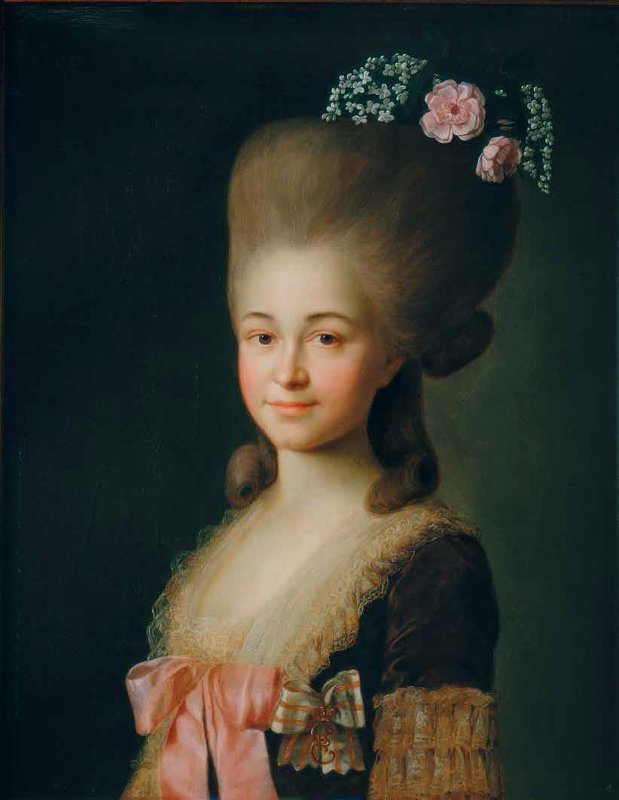
Катерина Нелідова в 1770-ті роки

У 1776 році Катерина Нелідова була призначена фрейліною до великої княгині Наталії Олексіївні, а після її смерті в 1777 році — до великої княгині Марії Федорівни. Була нагороджена орденом Катерини малого хреста 5 квітня 1797 року.
Зі сходженням на престол Павла I Нелідова стала камер-фрейліною. Як стверджують, між ними існував моральний зв'язок, заснований на релігійно-містичній зацікавленості, завдяки чому отримав згодом схвалення самої імператриці Марії Федорівни. За словами імператора, його з'єднувала з Нелідовою «дружба священна і ніжна, але невинна й чиста». Навчившись управляти примхливим Павлом, вона заявляла, що «сам Бог призначив її» охороняти государя і керувати ним для загального блага.
З 1795 року придворні інтриги зменшили вплив Нелідової на спадкоємця престолу, зате зросла довіра до неї цесарівни, яка уклала з нею «справжній товариський союз для блага коханої обома людини». У 1796 році сталася з Павлом сварка, і Нелідова усамітнилася в Смольному, де вона влаштувалася ще раніше, і тільки час від часу приїжджала до двору.
У перші два роки правління Павла деякі придворні посади були зайняті її друзями та родичами (брати Куракіни, Буксгевден, Аркадій Нелідов, Сергій Плещеєв та інші). Вона не раз рятувала невинних від гніву імператора; іноді їй вдавалося давати заступництво самої імператриці; вона встигла відмовити Павла Петровича від скасування ордена Святого Георгія Побідоносця. Як пише великий князь Микола Михайлович, Нелідова
|  | не маючи твердих політичних переконань і державного розуму і залишаючись завжди захоплено-сентиментальної інституткою, керувалася звичайно моральними і серцевими мотивами. |

## Відставка
У 1798 році Іван Кутайсов, Федір Ростопчин та інші вороги імператриці навіяли Павлу I, що він перебуває під опікою подружжя та її камер-фрейліни, царюючих його ім'ям, і влаштували заміну Нелідової на більш молоду і чуттєву Ганну Лопухіну. Як тільки та переїхала у столицю, Нелідова пішла в Смольний монастир.

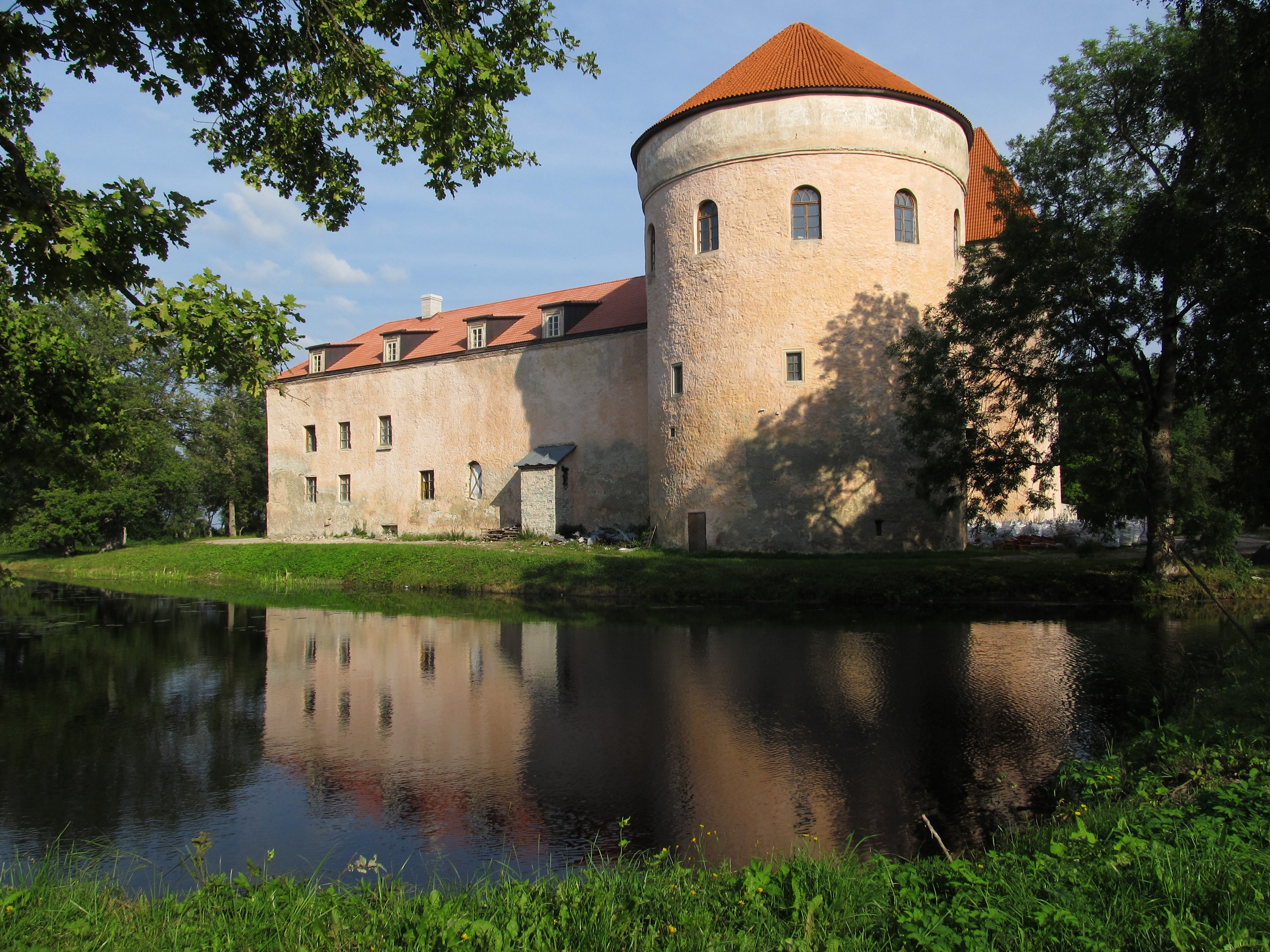
Естляндська фортеця Лоде, в якій усамітнилась фаворитка після своєї відставки.

Незабаром їй довелося випробувати на собі немилість «сердечного товариша». Імператор був розгніваний її заступництвом за імператрицю, яку він хотів відправити на проживання в Холмогори. Після висилки з Петербурга до естляндського замку Лоде графині Наталії Буксгевден, улюбленої подруги Нелідової, остання у вересні 1798 року теж переїхала під Ревель і тільки на початку 1800 року спитала дозвіл повернутися в Смольний.
Смерть Павла I дуже вразила відставну фаворитку; вона швидко постаріла і посивіла. Її дружба з імператрицею тривала до смерті останньої, і голос її мав певну вагу у справах царської сім'ї. Повернувшись у 1801 році в Санкт-Петербург, у Смольний монастир вона допомагала імператриці Марії Федорівни в управлінні виховними установами.
Після смерті Марії Федорівни всіма забута фрейліна доживала свій вік у Смольному, за словами Миколи Михайловича, «зберігши до кінця своєрідний палкий розум, продовжуючи полонити своєю бесідою, але в той же час завдаючи часто прикрості близьким своєю буркотливістю та вимогливістю». Вона померла 1839 року у 82-річному віці на руках своєї улюбленої племінниці і вихованки, княгині Олександри Олександрівни Трубецької (уродженої Нелідової, дружини Микити Трубецького).
Похована на Большеохтінському цвинтарі навпроти милого її серцю Смольного.
Особисті справи Нелідової, включаючи листування з імператрицею, були опубліковані княгинею Єлизаветою Трубецькою. Щоденник Нелідової було конфісковано після її смерті і доставлено для прочитання Миколі I, подальша його доля невідома.

## Образ в кіно
- «Союз порятунку» — актриса Лариса Мальованна

## Рекомендована література
- Зотов А. В. Блакитна кров. Нащадки Е. І. Нелидовой, 2010
- Зотов А. В. Велика заслуга маленької фрейліни, 2011
- Зотов А. В. Граф і графиня дю Нор. Блискучий візит до Європи, 2015